# Positive Peer Culture
Positive Peer Culture (PPC) ist ein Ansatz zur Förderung von Resilienz im Jugendalter. Er wurde in den 1960er Jahren in den USA von Harry H. Vorrath und Larry K. Bendtro entwickelt.

## Ausgangslage
Im Kern will PPC Jugendliche anleiten, trotz all ihrer Probleme ihre positive Aufmerksamkeit auf andere Jugendliche zu richten und ihnen zu helfen. In der Forschung finden sich viele Hinweise, dass von Gleichaltrigen im Jugendalter eher Gefahren ausgehen. Die Rede ist von Cliquen und Banden, weniger vom Freundeskreis oder Netzwerk. Dabei fehlt es nicht an Hinweisen, warum, wo und wie sich Jugendliche gegenseitig unterstützen können und sollen. Weil die Bedeutung Gleichaltriger in der Jugend zunimmt, verbinden sich mit Peerbeziehungen Risiken, aber auch besondere Chancen. Jugendliche orientieren sich in ihrem Verhalten in ihren Einstellungen und ihrer Identität an anderen Jugendlichen. PPC hat den Anspruch, einen positiven Ort des sozialen Lernens, einen Ort, der sich durch eine Kultur der gegenseitigen Hilfe auszeichnet, zu schaffen.
Positive Peer Culture ist ein Angebot, das in der Heimerziehung entwickelt wurde und nun auch in außerschulischen und schulischen Angeboten umgesetzt wird. Der Ansatz nutzt die Kraft der Peer Group konstruktiv. Es wurde parallel in anderen theoretischen Kontexten vorangetrieben von Howard W. Polsky. Wine Delinquenteneinrichtung in Philadelphia geht ähnlich vor und nennt die Herangehensweise (Group Guided Interaction). Inzwischen gibt es auch im deutschsprachigen Raum Einrichtungen, die diesem Ansatz folgen, z. B. Seehaus Leonberg oder Projekt Chance. Erfahrungen gibt es auch mit schulischen und Freizeitangeboten.
Die Jugendlichen werden aufgefordert und angeleitet, sich innerhalb ihrer Gruppe gegenseitig zu helfen. Unabhängig von den eigenen Problemen machen Jugendliche hier die Erfahrung, dass sie für andere hilfreich sein können. Dies stabilisiert den eigenen Selbstwert positiv und nachhaltig.

## Gruppentreffen
Die Gruppentreffen im PPC-Ansatz folgen bestimmten Regeln.
1. Problembenennung: Jeder Jugendliche benennt ein aktuelles Problem, etwas, das sich in den letzten Tagen ereignet hat, das ihn beschäftigt und unangenehme Gefühle hervorgerufen hat. Es geht dabei um Alltagsprobleme.  Die Probleme können anhand von Listen eingeordnet werden. Probleme werden als Herausforderungen verstanden, nicht als etwas, das man nicht haben sollte.
2. Problemfindungsrunde: Bei jedem Treffen wird immer nur ein Problem behandelt. Die Jugendlichen versuchen einstimmig zu beschließen, wer bei diesem Treffen sein Problem einbringen darf. Das darf in der Gruppe diskutiert werden. Am Ende müssen aber alle Jugendlichen mit der Entscheidung einverstanden sein.
3. Problemschilderung: Der betreffende Jugendliche schildert sachlich sein Problem und damit verbundene Ereignisse, möglichst in chronologischer Reihenfolge. Er stellt dar, wer alles mit diesem Problem zu tun hat. Die anderen Jugendlichen unterbrechen ihn dabei nicht.
4. Nachfragen zum Sachstand: Die übrigen Jugendlichen können nun nachfragen, wenn sie etwas nicht verstanden haben oder sie noch Informationen brauchen. Diese Fragen sollen sachlich bleiben.
5. Nachfragen zur Gefühlslage und möglichen Verhaltensalternativen der Beteiligten: Nun sollen die übrigen Jugendlichen durch Nachfragen versuchen, etwas über die Gefühlslage der am Problem beteiligten Personen zu erfahren. Außerdem soll darüber gesprochen werden, welche Verhaltensalternativen in der betreffenden Situation möglich gewesen wären.
6. Lösungsmöglichkeiten entwerfen: Die Gruppe überlegen jetzt gemeinsam, welche Lösungsmöglichkeiten es gibt. Die Lösungsmöglichkeiten sollen diskutiert werden.
7. Hausaufgaben werden verteilt: Die Jugendlichen überlegen, wer welche Hausaufgaben übernehmen kann. Der Jugendliche, der sein Problem eingebracht hat, soll nicht allein die Lösungsverantwortung übernehmen. Es wird überlegt, welche Jugendlichen ihn unterstützen können und wie dies geschehen kann. Dabei soll möglichst die ganze Gruppe einbezogen werde. Ob die Hausaufgaben gemacht wurden und wie das abgelaufen ist, wird beim nächsten Treffen als erstes angesprochen.
8. Rückmelderunde: Der Moderator gibt  jedem Jugendlichen eine Rückmeldung über sein Verhalten bei der Gruppensitzung.[1]

## Wirkungen
Durch die Möglichkeit, anderen zu helfen, kann Wertschätzung erfahren und ein positives Selbstbild aufgebaut werden. Indem einer dem anderen hilft, gewinnt er an positiver Bedeutung für die anderen. Im Wechselspiel von Hilfehandeln und positiver Fremdeinschätzung kommt es zu einer positiven Selbstbewertung und zu einer Stabilisierung des Selbstwerts. Vertrauen, Hilfsbereitschaft, Verantwortung untereinander und soziale Kompetenz wachsen. Akzeptanz, Verstehen, Toleranz untereinander nehmen zu. Die Jugendlichen sprechen über eigene Probleme, Schwächen und Stärken. Konflikte und Krisen werden angesprochen, Zuhören wird gelernt. Mit PPC liegt ein Ansatz vor, der bei Jugendlichen, die als schwierig gelten, tief greifende Veränderungen möglich machen soll. Die Veränderungen gehen über reine Verhaltensänderungen hinaus und greifen nachhaltig in die Persönlichkeitsentwicklung ein.